# Ристо Видаковић
Ристо Видаковић (Шековићи, 5. јануар 1969) бивши је српски фудбалер и тренутно фудбалски тренер.

## Клупска каријера
Рођен је 5. јануара 1969. у Шековићима. Започео је каријеру у фудбалском клубу Сарајево, где је наступао и за млађе категорије, играо је на позицији одбрамбеног играча. Потом је 1992. потписао за београдску Црвену звезду. Са црвено–белима је освојио један куп 1993. године победом против Партизана.
Видаковић се 1994. придружио фудбалском клубу Реал Бетис из Шпаније, који се вратио из друге дивизије у прву лигу. У својој првој години у Ла Лиги одиграо је 30 утакмица.
Играјући за Бетис, Видаковић је претрпео озбиљну повреду од које се никада није у потпуности опоравио, а клуб је напустио 2000. године, након што је испао у другу лигу. Потписао је за други шпански тим, Осасуну, који се пласирао у Ла Лигу. Каријеру је завршио у 33−ој години, након што је играо годину дана за друголигаша Поли Ехидо.
Био је на дужности асистента селектора репрезентације Србије 2006. и 2007. године у време Хавијера Клементеа. Са Клементеом је затим, отишао у Мурсију, где су се задржали годину дана. После тога је одлучио да ради самостално тренерски посао. Преузео је шпански клуб Есиху. Онда је на ред дошао Кадиз, али тамо није све функционисало како треба, па је тражио посао у другом клубу. Тренирао је годину дана Б тим Бетиса, а онда се отиснуо у Хондурас и током 2013. био тренер у клубу Мотагуа. Од 2016. године је први тренер филипинског клуба Церес-Негрос. Освојио је две узастопне титуле првака филипинске лиге (2017, 2018).

## Репрезентативна каријера
За репрезентацију Југославије одиграо је укупно осам утакмица, једну за СФРЈ и седам за СР Југославију. Дебитовао је дана 30. октобра 1991. против Бразила у пријатељском мечу (1:3), а последњи пут наступио 28. јануара 1998. против Туниса (3:0).
Одиграо је пет утакмица за СР Југославију у квалификацијама за Светско првенство у Француској 1998. године, допринео пласману на такмичење, али је на крају отпао са списка играча за одлазак на првенство.

## Статистика каријере

### Репрезентативна
| Југославија | Југославија | Југославија |
| Година      | Наступи     | Голови      |
| ----------- | ----------- | ----------- |
| 1991        | 1           | 0           |
| 1996        | 4           | 0           |
| 1997        | 2           | 0           |
| 1998        | 1           | 0           |
| Укупно      | 8           | 0           |

## Успеси
- Црвена звезда
  - Куп СР Југославије: 1992/93. (играч)
- Церес-Негрос
  - Првенство Филипина: 2017, 2018, 2019. (тренер)
- Мазија
  - Премијер лига Малдива: 2021. (тренер)